# Distrikt Matara
Der Distrikt Matara liegt in der Provinz Cajamarca in der Region Cajamarca in Nordwest-Peru. Der Distrikt wurde am 2. Januar 1857 gegründet. Er besitzt eine Fläche von 57,6 km². Beim Zensus 2017 wurden 3769 Einwohner gezählt. Im Jahr 1993 lag die Einwohnerzahl bei 4326, im Jahr 2007 bei 3752. Sitz der Distriktverwaltung ist die 2822 m hoch gelegene Ortschaft Matara (oder San Lorenzo de Matara) mit 822 Einwohnern (Stand 2017). Matara befindet sich 30 km ostsüdöstlich der Provinz- und Regionshauptstadt Cajamarca. Die Nationalstraße 3N von Cajamarca nach San Marcos führt durch den Distrikt.

## Geographische Lage
Der Distrikt Matara liegt in der peruanischen Westkordillere im Osten der Provinz Cajamarca. Die Flüsse Río Namora und Río Cajamarca begrenzen den Distrikt im Westen und im Süden.
Der Distrikt Matara grenzt im Westen an den Distrikt Jesús, im Norden an den Distrikt Namora, im Osten an den Distrikt Gregorio Pita (Provinz San Marcos) sowie im Süden an den Distrikt Pedro Gálvez (ebenfalls in der Provinz San Marcos).